# Diamantová liga 2010
Samsung Diamantová liga 2010 byla první série atletických závodů Diamantové ligy.

## Kalendář
| Datum        | Mítink                     | Město     | Výsledek |
| ------------ | -------------------------- | --------- | -------- |
| 14.5.2010    | Doha Diamond League        | Dauhá     | Výsledky |
| 23.5.2010    | Shanghai Golden Grand Prix | Šanghaj   | Výsledky |
| 4.6.2010     | Bislett Games              | Oslo      | Výsledky |
| 10.6.2010    | Golden Gala                | Řím       | Výsledky |
| 12.6.2010    | Adidas Grand Prix          | New York  | Výsledky |
| 3.7.2010     | Prefontaine Classic        | Eugene    | Výsledky |
| 8.7.2010     | Athletissima               | Lausanne  | Výsledky |
| 10.7.2010    | British Grand Prix         | Gateshead | Výsledky |
| 16.7.2010    | Meeting de Paris           | Paříž     | Výsledky |
| 22.7.2010    | Meeting Herculis           | Monako    | Výsledky |
| 6.8.2010     | Bauhaus-Galan              | Stockholm | Výsledky |
| 13–14.8.2010 | London Grand Prix          | Londýn    | Výsledky |
| 19.8.2010    | Weltklasse Zürich          | Curych    | Výsledky |
| 27.8.2010    | Memoriál Van Dammeho       | Brusel    | Výsledky |

## Vítězové
| Muži                       | Muži                 | Muži    |
| -------------------------- | -------------------- | ------- |
| Běh na 100 metrů           | Tyson Gay            | 16 bodů |
| Běh na 200 metrů           | Wallace Spearmon     | 13 bodů |
| Běh na 400 metrů           | Jeremy Wariner       | 28 bodů |
| Běh na 800 metrů           | David Lekuta Rudisha | 20 bodů |
| Běh na 1500 metrů          | Asbel Kipruto Kiprop | 22 bodů |
| Běh na 5000 m              | Imane Merga          | 16 bodů |
| Běh na 3000 metrů překážek | Paul Kipsiele Koech  | 17 bodů |
| Běh na 110 metrů překážek  | David Oliver         | 28 bodů |
| Běh na 400 metrů překážek  | Bershawn Jackson     | 28 bodů |
| Skok do výšky              | Ivan Uchov           | 20 bodů |
| Skok o tyči                | Renaud Lavillenie    | 20 bodů |
| Skok daleký                | Dwight Phillips      | 24 bodů |
| Trojskok                   | Teddy Tamgho         | 18 bodů |
| Vrh koulí                  | Christian Cantwell   | 25 bodů |
| Hod diskem                 | Piotr Małachowski    | 18 bodů |
| Hod oštěpem                | Andreas Thorkildsen  | 30 bodů |

| Ženy                       | Ženy                    | Ženy    |
| -------------------------- | ----------------------- | ------- |
| Běh na 100 metrů           | Carmelita Jeterová      | 21 bodů |
| Běh na 200 metrů           | Allyson Felixová        | 22 bodů |
| Běh na 400 metrů           | Allyson Felixová        | 20 bodů |
| Běh na 800 metrů           | Janeth Jepkosgei        | 17 bodů |
| Běh na 1500 metrů          | Nancy Langat            | 25 bodů |
| Běh na 5000 m              | Vivian Cheruiyotová     | 18 bodů |
| Běh na 3000 metrů překážek | Milcah Chemos Cheywaová | 24 bodů |
| Běh na 100 metrů překážek  | Priscilla Schliepová    | 22 bodů |
| Běh na 400 metrů překážek  | Kaliese Spencerová      | 24 bodů |
| Skok do výšky              | Blanka Vlašičová        | 32 bodů |
| Skok o tyči                | Fabiana Murerová        | 23 bodů |
| Skok daleký                | Brittney Reeseová       | 18 bodů |
| Trojskok                   | Yargelis Savigneová     | 22 bodů |
| Vrh koulí                  | Nadzeja Astapčuková     | 28 bodů |
| Hod diskem                 | Yarelis Barriosová      | 20 bodů |
| Hod oštěpem                | Barbora Špotáková       | 20 bodů |